# Prosthechea baculus
Prosthechea baculus es una orquídea epífita originaria de América. Esta especie se distingue por los pseudobulbos delgados y largos con 2 flores, una detrás de la otra, cremoso claras y tornándose obscuras con la edad.

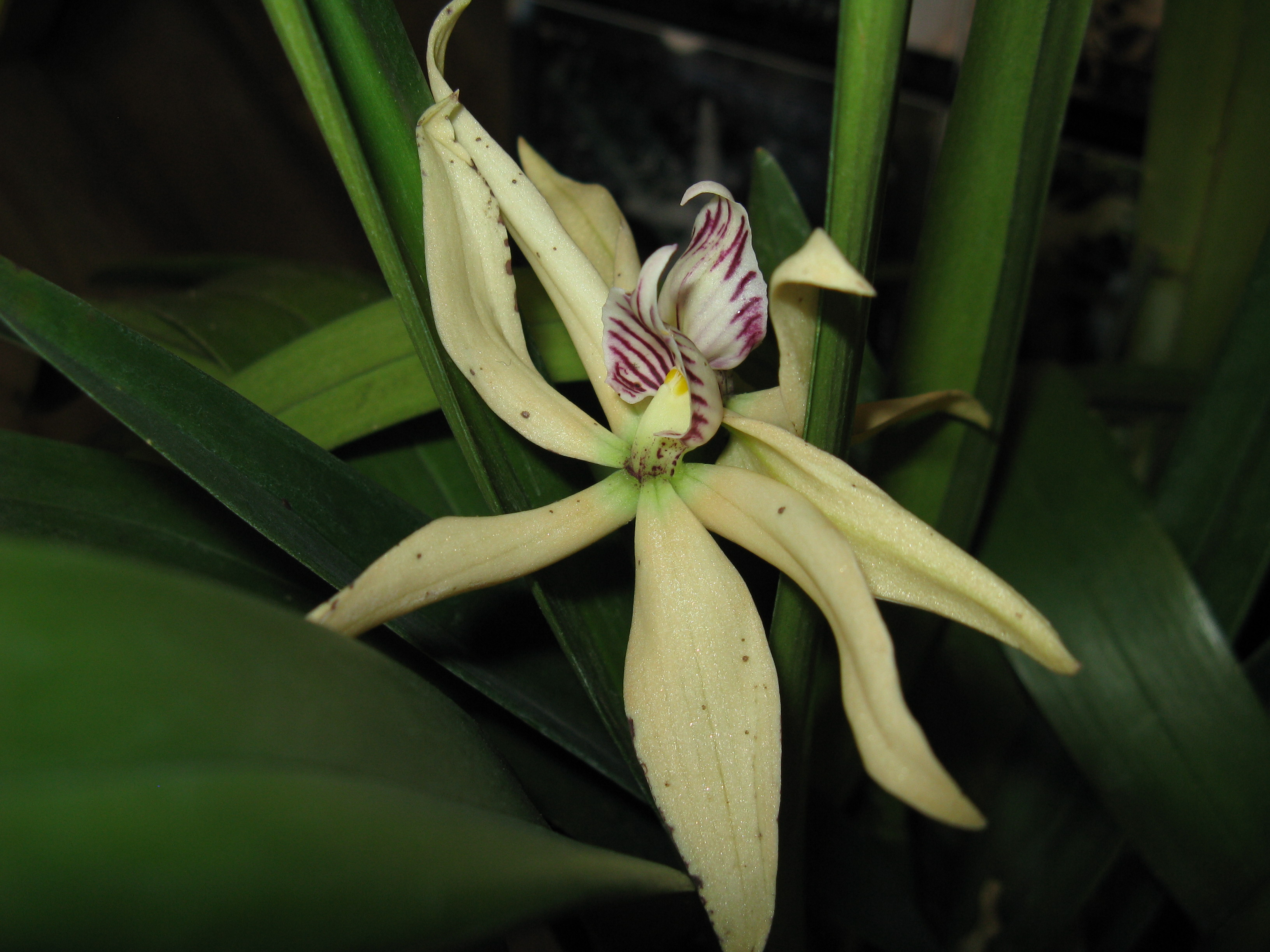
Flor

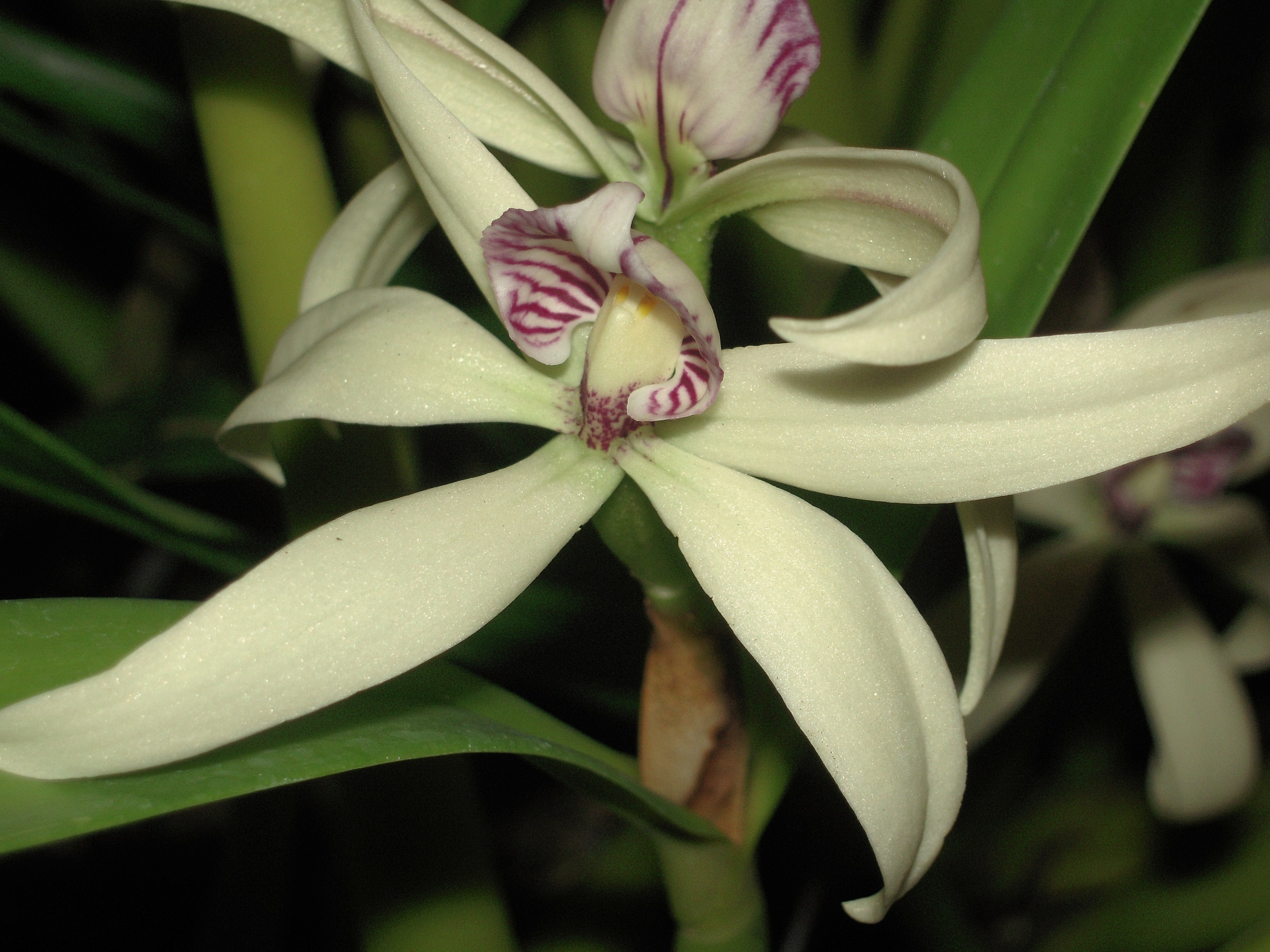
Detalle de la flor

## Descripción
Es una orquídea de pequeño tamaño con hábitos de epifita con pseudobulbos agrupados o distanciados entre sí hasta 2.5 cm sobre el rizoma, cilíndrico-fusiforme, de hasta 30 cm de largo y 1.5 cm de ancho, ligeramente comprimidos, alargados, parcialmente revestidos de vainas de hasta 12 cm de largo, cafés, escariosas, 2-foliados. Hojas hasta 20 cm de largo y 3 cm de ancho, agudas, membranáceas, verde olivas. Inflorescencia con 2 flores muy fragantes, dispuestas una detrás de la otra, emergiendo de una espata de 5 cm de largo, las flores blanco marfil con rayas violeta fuertes; sépalos con bordes revolutos, el dorsal 35 mm de largo y 8 mm de ancho, los laterales 38 mm de largo y 10 mm de ancho; pétalos 35 mm de largo y 11 mm de ancho; labelo sagitado-ovado, profundamente cóncavo, 20 mm de largo y 18 mm de ancho, simple, en la base con aurículas encorvadas, disco con nervios purpúreos y un callo ligeramente elevado, 2-lamelado desde la base y con un engrosamiento ligero que se inicia en la base y termina en 4 dientes o lóbulos; columna 8 mm de largo, 3-lobada en el ápice con un diente bífido erecto en el lobo trasero; ovario 15 mm de largo, pedicelado.

## Distribución y hábitat
Se encuentra en México, en los estados de Veracruz, Oaxaca y Chiapas y en Guatemala, Belice, Honduras, El Salvador, Nicaragua y Costa Rica y el sur de Colombia y Brasil en los bosques montanos bajos en altitudes de 400 a 1700 metros.

## Taxonomía
Prosthechea baculus fue descrito por (Rchb.f.) W.E.Higgins y publicado en Phytologia  82(5): 376. 1997[1998].
Etimología
Prosthechea: nombre genérico que deriva de las palabras griegas: prostheke (apéndice), en referencia al apéndice en la parte posterior de la columna.
baculus: epíteto latíno que significa "báculo, bastón"
Sinonimia
- Anacheilium baculus (Rchb.f.) Withner & P.A.Harding
- Anacheilium confusum (Rolfe) Withner & P.A.Harding
- Encyclia baculus (Rchb.f.) Dressler & G.E.Pollard
- Encyclia pentotis (Rchb.f.) Dressler
- Epidendrum acuminatum Sessé & Moc.
- Epidendrum baculus Rchb.f.
- Epidendrum beyrodtianum Schltr.
- Epidendrum confusum Rolfe
- Epidendrum fragrans var. megalanthum Lindl.
- Epidendrum pentotis Rchb.f.
- Prosthechea confusa (Rolfe) W.E.Higgins[4][5]